# Gustave Garaud
Gustave Garaud (Tolone, 25 luglio 1844 – Tolone, 23 giugno 1914) è stato un pittore francese.

## Biografia
Gustave Césaire Garaud fu un pittore di paesaggi di eccellente tecnica ma di impostazione serenamente tradizionale, nel senso che i vari movimenti pittorici del post-impressionismo di fine secolo non lo dirottarono dalla visione ormai "classica" e comunemente acquisita della pittura paesaggistica. Fu allievo di François-Louis Français e, dopo gli studi, espose al Salon dal 1878 al 1914. Nel 1881 ottenne una menzione d'onore per due opere: "Bord du Gapeau près de Montrieux" e "Les Pins de Notre-Dame sous Fenouillet", acquistati dallo Stato per il Museo d'arte di Tolone. Nel 1889, invece, ricevette delle medaglie di terza classe con i quadri  "L'Écluse", "Bords de la Sarthe" e "Le Soir dans l'Orne". Nel 1893, infine, fu gratificato da due medaglie di seconda classe per "L'Yvette à Dampierre" e "Dans les bois".
Garaud aprì un suo atelier a Parigi in rue Notre-Dame-des-Champs e poté quindi dividere la sua attività fra la Provenza, dove era nato, Parigi e la Bretagna. Realizzò quindi soprattutto opere che ritraevano paesaggi della Provenza, dell'Île-de-France, della Corsica e della Bretagna.
 
Egli godette certamente di una discreta fama di pittore paesaggista, cosa che gli permise di organizzare delle mostre al Circolo Volney nell'aprile del 1891 e nel giugno del 1900.
Viaggiò anche, recandosi in Asia e, in particolare, in Indocina. Ispirandosi a questi viaggi illustrò diversi libri che trattavano di Estremo Oriente, fra cui il testo di A. Bouinais e A. Paulus sull' L'Indochine française contemporaine : Cochinchine, Cambodge, Tonkin et Annam.
Gustave Garaud lavorò altresì alla decorazione di alcuni palazzi privati a Parigi e dintorni, ma terminò la sua carriera a Nizza, dove aprì uno studio nel quale organizzava e teneva corsi di disegno.

Morì nel 1914 a Tolone all'età di 70 anni.

## Opere nelle collezioni pubbliche
Elenco parziale
- La Roche-sur-Yon, Museo municipale : Vieux Pont sur la Rance, 1890.
- Le Havre, Museo d'arte moderna André Malraux : Bords de la Juine[3]
- Le Puy-en-Velay, Museo Crozatier : Bords de la Viosne, matinée en Valmondois, effet du matin[4]
- Parigi, Museo del Louvre, Dipartimento di arti grafihe :
  - Baie de Douarnenez, disegno a inchiostro nero.[5]
  - Rivière entre les arbres, sur un banc de sable une femme lisant, carboncino - lapis bruno - sovrassegni in bianco.[6]
  - Ruisseau entre des arbres et du feuillage,  carboncino su carta grigio-beige e sovrassegni bianchi.[7]
  - Femme regardant un jeune garçon marchant dans un ruisseau, disegno a inchiostro nero.[8]
  - Vallée vue d'une hauteur avec, à droite, un village, carboncino su carta blu.[9]
- Péronne, Museo Alfred-Danicourt : Les Cascades à Cernay la ville, carboncino.[10]
- Tolone, Museo d'arte di Tolone :
  - Autoportrait
  - Bord de rivière, (1882), olio su tela.[11].

## Galleria d'immagini

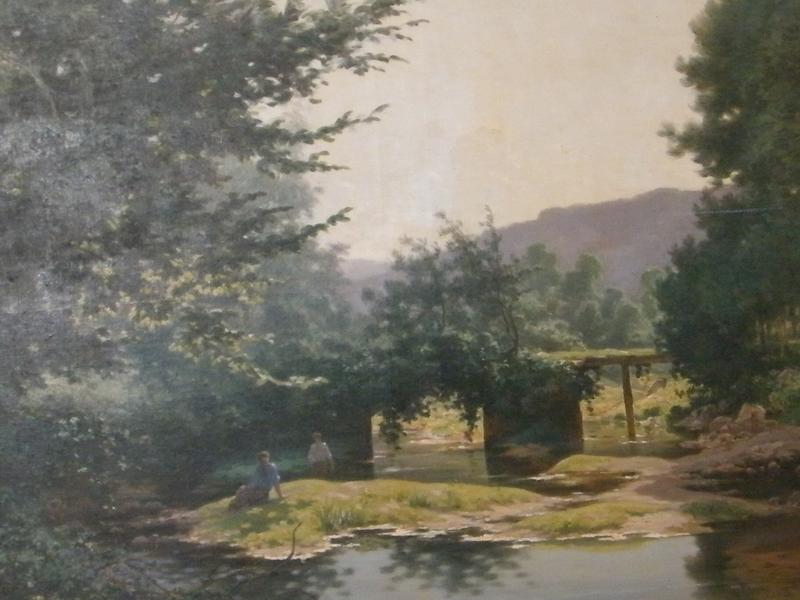
Vecchio ponte sul fiume Rance, 1890 Museo municipale de La Roche-sur-Yon
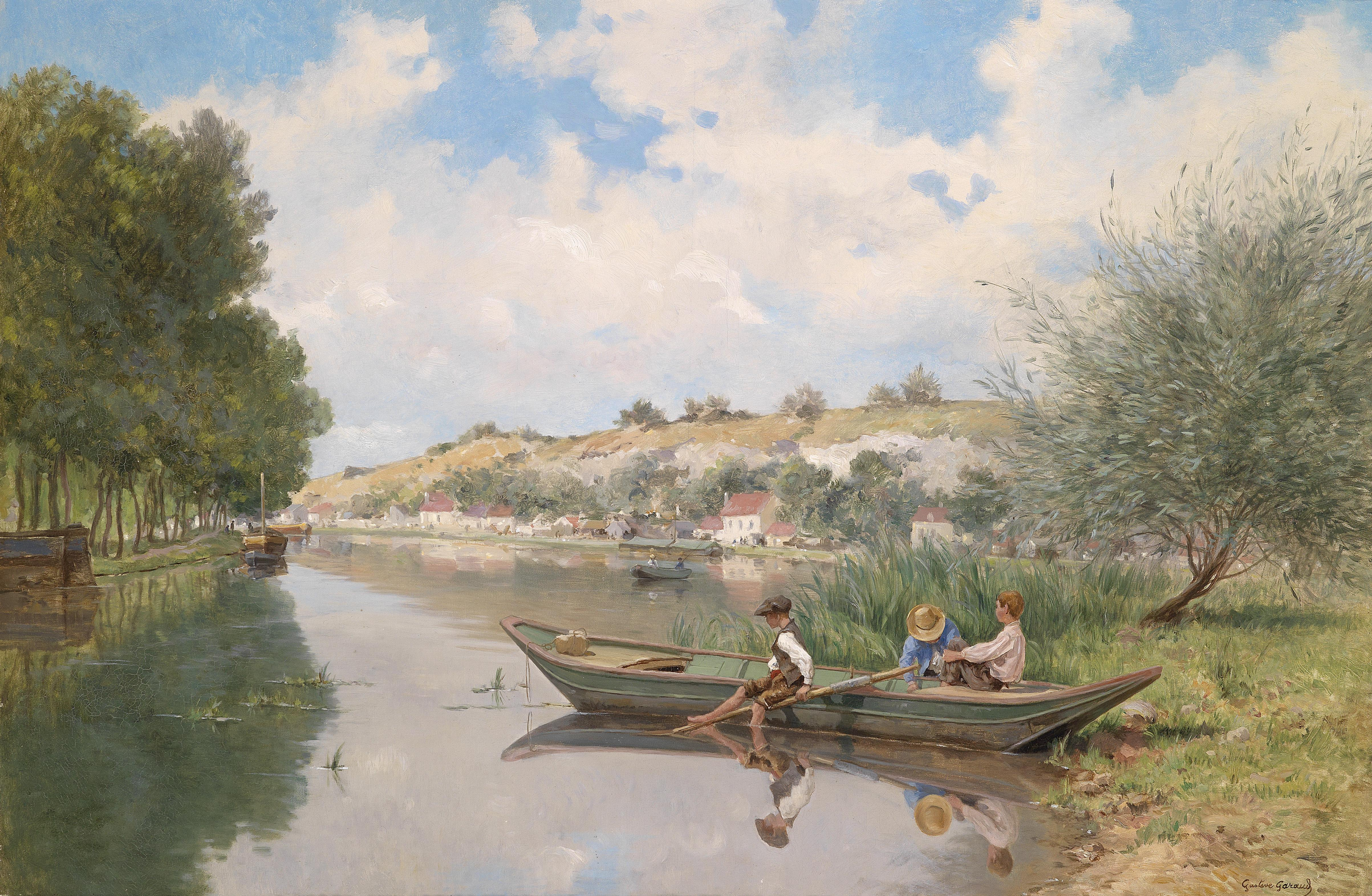
Ragazzi sul fiume
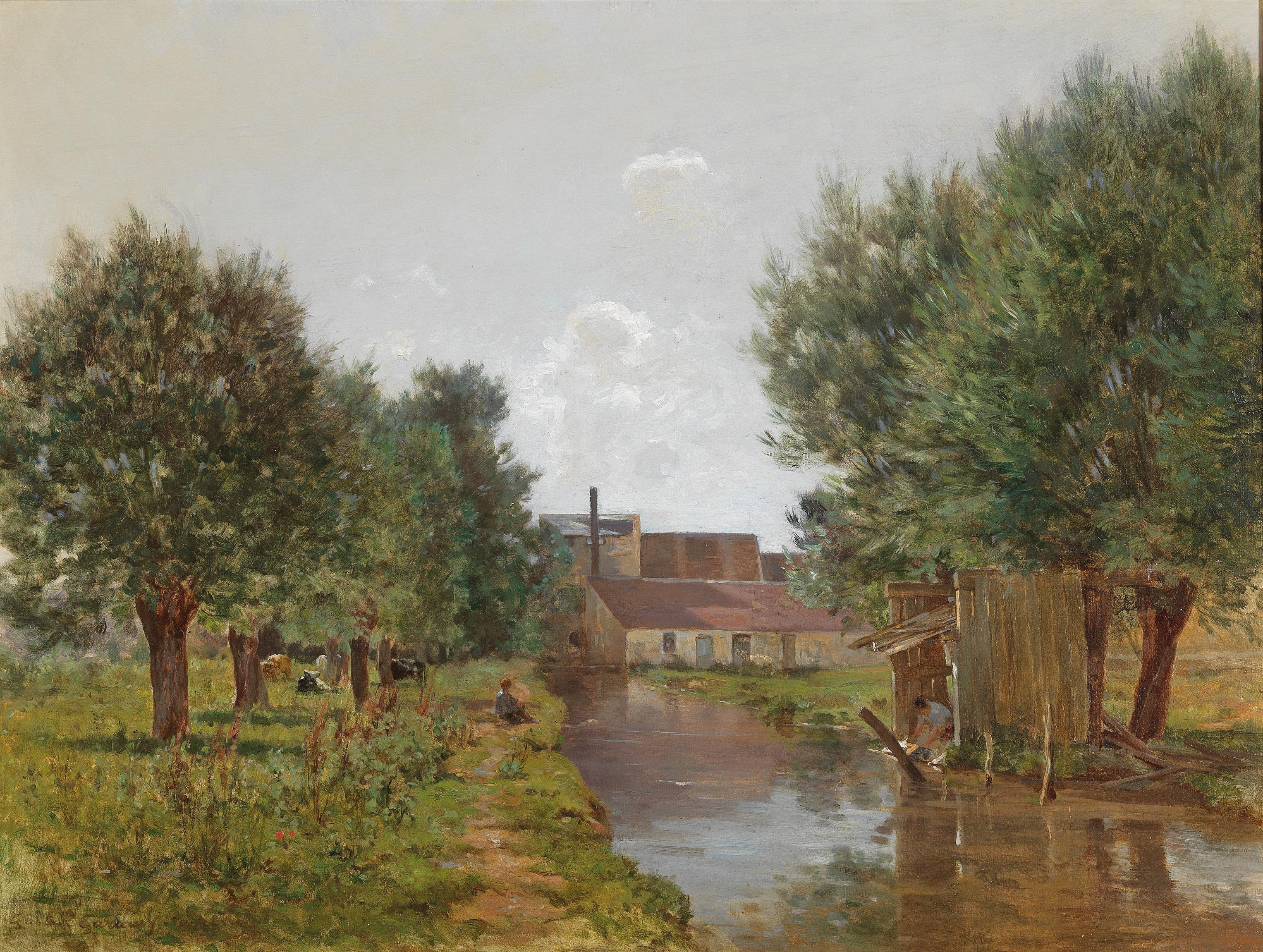
Lavare i panni nel fiume